# Albrecht II van Brunswijk
Albrecht II van Brunswijk bijgenaamd de Dikke (circa 1268 - 22 september 1318) was van 1279 tot 1291 en van 1292 tot aan zijn dood hertog van Brunswijk-Wolfenbüttel en van 1291 tot aan zijn dood hertog van Brunswijk-Göttingen. Hij behoorde tot het huis Welfen.

## Levensloop
Albrecht II was de tweede zoon van hertog Albrecht I van Brunswijk-Wolfenbüttel en diens echtgenote Adelheid, dochter van markgraaf Bonifatius II van Monferrato.
Na de dood van zijn vader in 1279 erfden Albrecht II en zijn broers Hendrik I en Willem I het hertogdom Brunswijk-Wolfenbüttel. Omdat de drie broers toen nog minderjarig waren, werden ze onder het regentschap van bisschop Koenraad van Verden geplaatst. Nadat de oudste broer Hendrik volwassen was verklaard, stonden Albrecht II en Willem I onder zijn regentschap.
Toen alle broers volwassen verklaard waren, beslisten ze in 1291 om hun gezamenlijke domeinen onderling te verdelen. Hendrik I kreeg het vorstendom Grubenhagen, Albrecht II het vorstendom Göttingen en Willem behield de rest van het hertogdom Brunswijk-Wolfenbüttel. Toen Willem in 1292 kinderloos stierf, kregen Albrecht en Hendrik ruzie over wie Willems domeinen mocht erven. Uiteindelijk kreeg Albrecht het hertogdom Brunswijk-Wolfenbüttel. Hierdoor was Albrecht van 1292 tot aan zijn dood zowel hertog van Brunswijk-Göttingen als hertog van Brunswijk-Wolfenbüttel.

## Huwelijk en nakomelingen
Albrecht II huwde op 12 januari 1284 met Rixa (overleden in 1317), dochter van heer Hendrik I van Werle. Ze kregen elf kinderen:
- Luther (overleden in 1334), ridder in de Duitse Orde
- Bruno (overleden in 1303)
- Adelheid (overleden in 1311), huwde in 1306 met landgraaf Johan van Hessen
- Maud (overleden in 1356)
- Otto (1292-1344), hertog van Brunswijk-Göttingen en Brunswijk-Wolfenbüttel
- Albrecht II (1294-1358), bisschop van Halberstadt
- Willem (1295-1318)
- Hendrik III (1296-1363), bisschop van Hildesheim
- Richenza (1298-1317), abdis in de Abdij van Gandersheim
- Magnus I (1304-1369), hertog van Brunswijk-Wolfenbüttel
- Ernst (1305-1367), hertog van Brunswijk-Göttingen

## Voorouders
| Voorouders van Albrecht II van Brunswijk | Voorouders van Albrecht II van Brunswijk                                  | Voorouders van Albrecht II van Brunswijk                                  | Voorouders van Albrecht II van Brunswijk                                            | Voorouders van Albrecht II van Brunswijk                                            | Voorouders van Albrecht II van Brunswijk                                  | Voorouders van Albrecht II van Brunswijk                                  | Voorouders van Albrecht II van Brunswijk                                  | Voorouders van Albrecht II van Brunswijk                                  |
| ---------------------------------------- | ------------------------------------------------------------------------- | ------------------------------------------------------------------------- | ----------------------------------------------------------------------------------- | ----------------------------------------------------------------------------------- | ------------------------------------------------------------------------- | ------------------------------------------------------------------------- | ------------------------------------------------------------------------- | ------------------------------------------------------------------------- |
| Overgrootouders                          | Willem van Lüneburg (1184-1213) ∞ 1202 Helena van Denemarken (1180–1233)  | Willem van Lüneburg (1184-1213) ∞ 1202 Helena van Denemarken (1180–1233)  | Albrecht II van Brandenburg (1175-1220) ∞ 1205 Mathilde van de Lausnitz (1185-1255) | Albrecht II van Brandenburg (1175-1220) ∞ 1205 Mathilde van de Lausnitz (1185-1255) | Willem VI van Monferrato (1170-1225) ∞ Bertha van Clavesana (1180-1224)   | Willem VI van Monferrato (1170-1225) ∞ Bertha van Clavesana (1180-1224)   | Amadeus IV van Savoye (1197–1253) ∞ Anna van Bourgondië (1192-1243)       | Amadeus IV van Savoye (1197–1253) ∞ Anna van Bourgondië (1192-1243)       |
| Grootouders                              | Otto het Kind (1204-1252) ∞ 1228 Machteld van Brandenburg (1210-1261)     | Otto het Kind (1204-1252) ∞ 1228 Machteld van Brandenburg (1210-1261)     | Otto het Kind (1204-1252) ∞ 1228 Machteld van Brandenburg (1210-1261)               | Otto het Kind (1204-1252) ∞ 1228 Machteld van Brandenburg (1210-1261)               | Bonifatius II van Monferrato (1202–1253) ∞ Margaretha van Savoye (-1254)  | Bonifatius II van Monferrato (1202–1253) ∞ Margaretha van Savoye (-1254)  | Bonifatius II van Monferrato (1202–1253) ∞ Margaretha van Savoye (-1254)  | Bonifatius II van Monferrato (1202–1253) ∞ Margaretha van Savoye (-1254)  |
| Ouders                                   | Albrecht I van Brunswijk (1236-1279) ∞ Alessia van Monferrato (1242-1285) | Albrecht I van Brunswijk (1236-1279) ∞ Alessia van Monferrato (1242-1285) | Albrecht I van Brunswijk (1236-1279) ∞ Alessia van Monferrato (1242-1285)           | Albrecht I van Brunswijk (1236-1279) ∞ Alessia van Monferrato (1242-1285)           | Albrecht I van Brunswijk (1236-1279) ∞ Alessia van Monferrato (1242-1285) | Albrecht I van Brunswijk (1236-1279) ∞ Alessia van Monferrato (1242-1285) | Albrecht I van Brunswijk (1236-1279) ∞ Alessia van Monferrato (1242-1285) | Albrecht I van Brunswijk (1236-1279) ∞ Alessia van Monferrato (1242-1285) |
| Albrecht II van Brunswijk (1268-1318)    |                                                                           |                                                                           |                                                                                     |                                                                                     |                                                                           |                                                                           |                                                                           |                                                                           |